# دالاس ستارز
دالاس ستارز (بالإنجليزية: Dallas Stars)‏ هو فريق هوكي جليد أمريكي محترف يلعب في الشعبة الوسطى من القسم الغربي في دوري الهوكي الوطني (NHL). حاز على كأس ستانلي مرة واحدة عام 1999.